# Нижнее Ондомозеро
Нижнее Ондомозеро — крупное пресноводное озеро, расположенное в юго-восточной части Кольского полуострова в 28 км (17 миль) от побережья Белого моря, к бассейну которого оно относится. 
Находится на территории Терского района Мурманской области России западнее Среднего Ондомозера и Верхнего Ондомозера. Наряду с ними и другими более мелкими озёрами входит в состав Ондомозёрского озёрно-болотного комплекса.
Нижнее Ондомозеро является одним из крупнейших озёр Мурманской области. Оно имеет вытянутую с севера на юг форму и окружено болотистой местностью. Наибольший объём воды в озеро поступает из Среднего Ондомозера, с которым оно соединено лишь небольшим проливом длиной около 300 м (980 футов). В южной части Нижнего Ондомозера берёт своё начало река Чаваньга, впадающая в Белое море.

## См.также
- Андомские озёра

## Топографические карты
- Лист карты  Q-37-XIII,XIV Варзуга. Масштаб: 1 : 200 000.
- Лист карты  Q-37-XV,XVI Чапома. Масштаб: 1 : 200 000.